# Сунь Шаочэн
Сунь Шаочэн (кит. 孙绍骋, род. июль 1960, Хайян, Шаньдун) — китайский политический деятель, секретарь (глава) парткома КПК автономного района Внутренняя Монголия с 29 марта 2022 года. Член ЦК Коммунистической партии Китая 19-го и 20-го созывов. Делегат 19-го и 20-го съездов Компартии Китая.
Ранее занимал должности министра по делам ветеранов, заместителя министра земельных и природных ресурсов, заместителя министра гражданской администрации (дважды в разное время: с апреля 2009 по август 2012 года и с февраля 2017 по июнь 2017 года), вице-губернатора провинций Шаньси и Шаньдун.

## Биография
Родился в июле 1960 года в городском уезде Хайян, провинция Шаньдун.

### Образование
В августе 1980 года поступил на факультет китайского языка Шаньдунского университета, который окончил в июле 1984 года, получив специальность «китайский язык и литература». В мае 1986 года вступил в Компартию Китая. В заочной форме проходил обучение в Центральной партийной школе КПК.
В 2002 году получил степень доктора юридических наук в Пекинском университете.

### Карьера
В июле 1984 года поступил на работу в Министерство гражданской администрации КНР, в котором проработал более 25 лет, пройдя все ступени от рядового сотрудника до заместителя министра.
В августе 2012 года назначен вице-губернатором провинции Шаньдун и занимал эту должность до сентября 2014 года. Затем получил перевод на пост заведующего отделом шаньсийского подразделения Единого фронта — членом Постоянного комитета парткома КПК провинции Шаньси. В ноябре 2016 года повышен до вице-губернатора этой провинции, однако всего спустя три месяца был переведён обратно в Пекин и снова назначен заместителем министра гражданской администрации КНР, затем назначен заместителем министра земельных и природных ресурсов Китая. 19 марта 2018 года на первой сессии Всекитайского собрания народных представителей 19-го созыва утверждён в должности первого главы вновь образованного Министерства по делам ветеранов.
29 марта 2022 года назначен на высший региональный пост секретаря (главы) парткома КПК автономного района Внутренняя Монголия.
23 августа 2022 года на брифинге парткома КПК сообщал о крупных достижениях в экономике региона за последнее десятилетие, в частности, в решении экологических задач, снижении почти на 1,5 миллиона граждан, находившихся за чертой бедности, существенном увеличении площадей пахотных и пастбищных земель, а также в строительстве новых объектов энергетической инфраструктуры автономного региона.